# Fae
Fae is een bestuurslaag in het regentschap Timor Tengah Selatan van de provincie Oost-Nusa Tenggara, Indonesië. Fae telt 891 inwoners (volkstelling 2010).